# Décret sur la terre

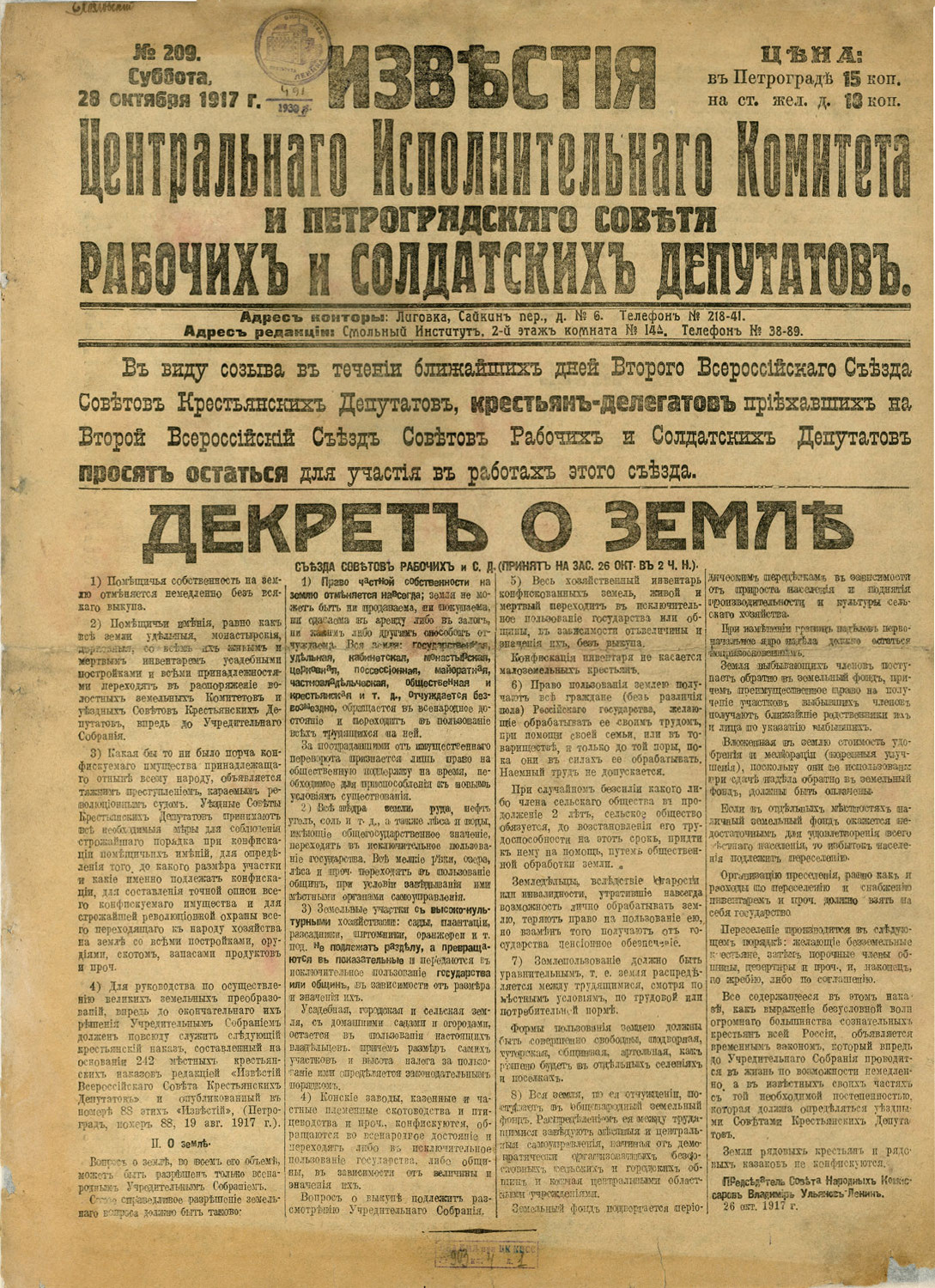
Première page du décret sur la terre.

Le décret sur la terre est le second décret de la révolution d'Octobre, écrit par Lénine et adopté par le Congrès des Soviets le 26 octobre 1917 (8 novembre dans le calendrier grégorien). Ce deuxième décret met fin à la seigneurie foncière russe et légitime l'appropriation, effectuée depuis l'été par les paysans, des terres cultivables ayant appartenu aux grands propriétaires ou à la couronne, voire aux paysans aisés. Ce décret a été suivi, le 19 février 1918 par un décret sur la socialisation des terres.  Ces décrets ont été remplacés par le code foncier de 1922.

## Contexte
En août 1917, les paysans passent à l’action, et s’emparent des terres des seigneurs, sans plus attendre la réforme agraire promise et constamment retardée par le gouvernement provisoire. La paysannerie russe renoue en fait avec sa longue tradition de vastes soulèvements spontanés (le bunt), qui avaient déjà marqué le passé national, ainsi lors des grandes révoltes de Stenka Razine au XVIIe siècle ou d'Emelian Pougatchev (1774-1775) au temps de Catherine II. Pas toujours violentes, ces occupations massives des terres sont toutefois souvent le théâtre de déchaînements spontanés où les propriétés des maîtres sont brûlées, eux-mêmes maltraités voire assassinés. Cette immense jacquerie, sans doute la plus importante de l’histoire européenne, est globalement victorieuse, et les terres sont partagées, sans que le gouvernement condamne ou ratifie le mouvement.
Apprenant que le « partage noir » est en train de s’accomplir dans leurs villages, les soldats, largement d’origine paysanne, désertent en masse afin de pouvoir participer à temps à la redistribution des terres. L’action de la propagande pacifiste, le découragement après l’échec de l’ultime offensive de l’été font le reste. Les tranchées se vident peu à peu.
Conscients qu'ils ne pourraient gouverner sans l'appui du monde rural, constituant l'immense majorité du pays, les bolcheviks convoquèrent du 10 au 16 novembre un congrès paysan, qui, malgré une majorité SR hostile aux bolcheviks, adopta le décret sur la terre et apporta son soutien au nouveau gouvernement révolutionnaire, consacrant très provisoirement l'union entre le prolétariat et la paysannerie.

## Extraits
(1) La propriété des propriétaires fonciers sur la terre est abolie immédiatement sans aucune indemnité.
(2) Les domaines des propriétaires fonciers, ainsi que les terres des apanages, des monastères et de l'Église, avec tout leur cheptel mort et vif, toutes leurs constructions et dépendances, sont mis à la disposition des comités agraires de canton et des soviets des députés paysans de district, jusqu'à l'Assemblée constituante.
(3) Tout dommage causé à la propriété confisquée, qui appartient dorénavant au peuple tout entier, est déclaré crime grave passible du tribunal révolutionnaire. Les Soviets des députés paysans de district prennent toutes les mesures nécessaires pour que l'ordre le plus strict soit observé au cours de l'expropriation des domaines des propriétaires fonciers, pour que soient déterminées l'étendue et la nature des parcelles à confisquer, en vue d'établir un inventaire précis de tous les biens confisqués et d'assurer la protection révolutionnaire la plus rigoureuse de toute exploitation agricole qui passe entre les mains du peuple, avec toutes les constructions, tout l'outillage, tout le bétail, toutes les réserves de produits, etc.
(4) Pour diriger les grandes transformations agraires, jusqu'à leur solution définitive par l'Assemblée constituante, il convient de tenir compte du mandat impératif ci-dessous, établi d'après les 242 mandats paysans locaux par la rédaction des Izvestia du Soviet des députés paysans de Russie et publié dans le no 88 de ces Izvestia (Pétrograd, no 88, 19 août 1917).
Mandat impératif paysan sur la terre
La question de la terre, dans toute son étendue, ne peut être résolue que par l'Assemblée constituante nationale.
La solution la plus juste de la question agraire doit être la suivante :
(1) Le droit à la propriété privée de la terre est aboli à jamais : la terre ne sera plus susceptible d'être ni vendue, ni achetée, ni affermée, ni hypothéquée, ni aliénée de quelque autre façon que ce soit.
Toute la terre : terre d'État, des apanages, de la couronne, des monastères, de l'Église, des possessions, des majorats, des propriétés privées, sociales et paysannes, etc., est aliénée sans indemnité, elle devient bien national et est donnée en jouissance à tous ceux qui la travaillent.
À ceux qui ont à souffrir de cette transformation de la propriété est seulement reconnu le droit à un soutien social pendant le délai nécessaire pour qu'ils s'adaptent aux nouvelles conditions d'existence.
(2) Tout le sous-sol : minerais, pétrole, bouille, sel, etc., ainsi que les forêts et les eaux qui ont une importance nationale, passent en jouissance exclusive à l'État. Toutes les petites rivières, les petits lacs, les petites forêts, etc., passent en jouissance aux communes et sont administrés par les organes locaux de gestion autonome.
(3) Les parcelles de terre qui ont des exploitations à fort rendement : jardins, plantations, pépinières, serres, etc., ne sont pas soumises au partage, mais sont transformées en exploitations modèles et passent en jouissance exclusive à l'État ou aux communes, selon leur dimension et leur importance.
La terre des enclos, à la ville et à la campagne, comprenant des jardins et des potagers, reste en jouissance aux propriétaires actuels, l'étendue de ces parcelles et le taux de l'impôt de jouissance étant déterminés conformément à la législation.
(4) Les haras, les élevages de bétail et de volaille de race appartenant au trésor ou privés, etc., sont confisqués, deviennent bien national et passent en jouissance exclusive soit à l'État, soit aux communes, selon leur dimension et leur importance.
La question du rachat est du ressort de l'Assemblée constituante qui l'examinera.
(5) Tout le cheptel d'exploitation, mort ou vif, des terres confisquées passe en jouissance exclusive à l'État ou aux communes, selon sa dimension et son importance, sans rachat.
La confiscation du cheptel ne frappe pas les petits paysans.
(6) A tous les citoyens (sans distinction de sexe) de l'État russe qui désirent exploiter la terre par leur travail, avec l'aide de leur famille ou en société, est accordée la jouissance de la terre, seulement, tant qu'ils sont capables de l'exploiter. Le travail salarié est interdit.
Si un membre d'une société agricole est accidentellement incapable de travailler pendant deux ans, la société agricole est tenue, jusqu'à ce qu'il ait recouvré sa capacité de travail pendant ce délai, de lui venir en aide, en exploitant la terre en commun.
Les agriculteurs qui par suite de vieillesse ou d'infirmité, ont définitivement perdu la faculté de travailler personnellement la terre, perdent leur droit de jouissance, mais en compensation ils reçoivent de l'État une pension.
(7) La jouissance de la terre doit être égale pour tous, c'est-à-dire que la terre est partagée entre les travailleurs, compte tenu des conditions locales, d'après une norme de travail ou de consommation.
Les formes de jouissance de la terre doivent être entièrement libres, par feu, par ferme, par commune, par artel, comme il en sera décidé dans les différents villages et bourgs.
(8) Toute la terre, après aliénation, passe au fonds agraire national. Sa répartition entre les travailleurs est organisée par les organes locaux et centraux de gestion autonome, depuis les communes rurales et urbaines organisées démocratiquement sans classes jusqu'aux établissements centraux, régionaux.
Le fonds agraire est soumis à des redistributions périodiques, selon l'accroissaient de la population et l'élévation du niveau de productivité et de culture de l'exploitation agricole.
Lors d'une modification des limites des lots, le noyau initial d'un lot doit rester intangible.
La terre des membres qui se retirent de l'exploitation revient, au fonds agraire et les plus proches parents des membres ainsi partis ou les personnes désignées par eux ont un droit de priorité pour l'attribution de ces parcelles.
La valeur investie les engrais et les amendements (améliorations fondamentales), dans la mesure où ils n'ont pas été utilisés au montent du retour du lot au fonds agraire, doit être remboursée.
Si dans certaines localités, le fonds agraire disponible se révèle insuffisant pour satisfaire toute la population locale, la population en excès doit se déplacer.
L'État doit prendre en charge l'organisation du transfert de la population, ainsi que les dépenses nécessitées par ce transfert et la fourniture du cheptel, etc.
Le transfert s'opère comme suite : d'abord les paysans sans terre qui désirent partir, puis les membres tarés de la commune, les déserteurs, etc., etc., enfin, au sort ou par consentement. »

## Application
Dans les effets, avec le décret sur la terre, de 1917 à 1927, 40 % des terres agricoles sont redistribuées.